# Erioptera gorgona
Erioptera gorgona là một loài ruồi trong họ Limoniidae. Chúng phân bố ở miền Cổ bắc.